# Wallbüchse

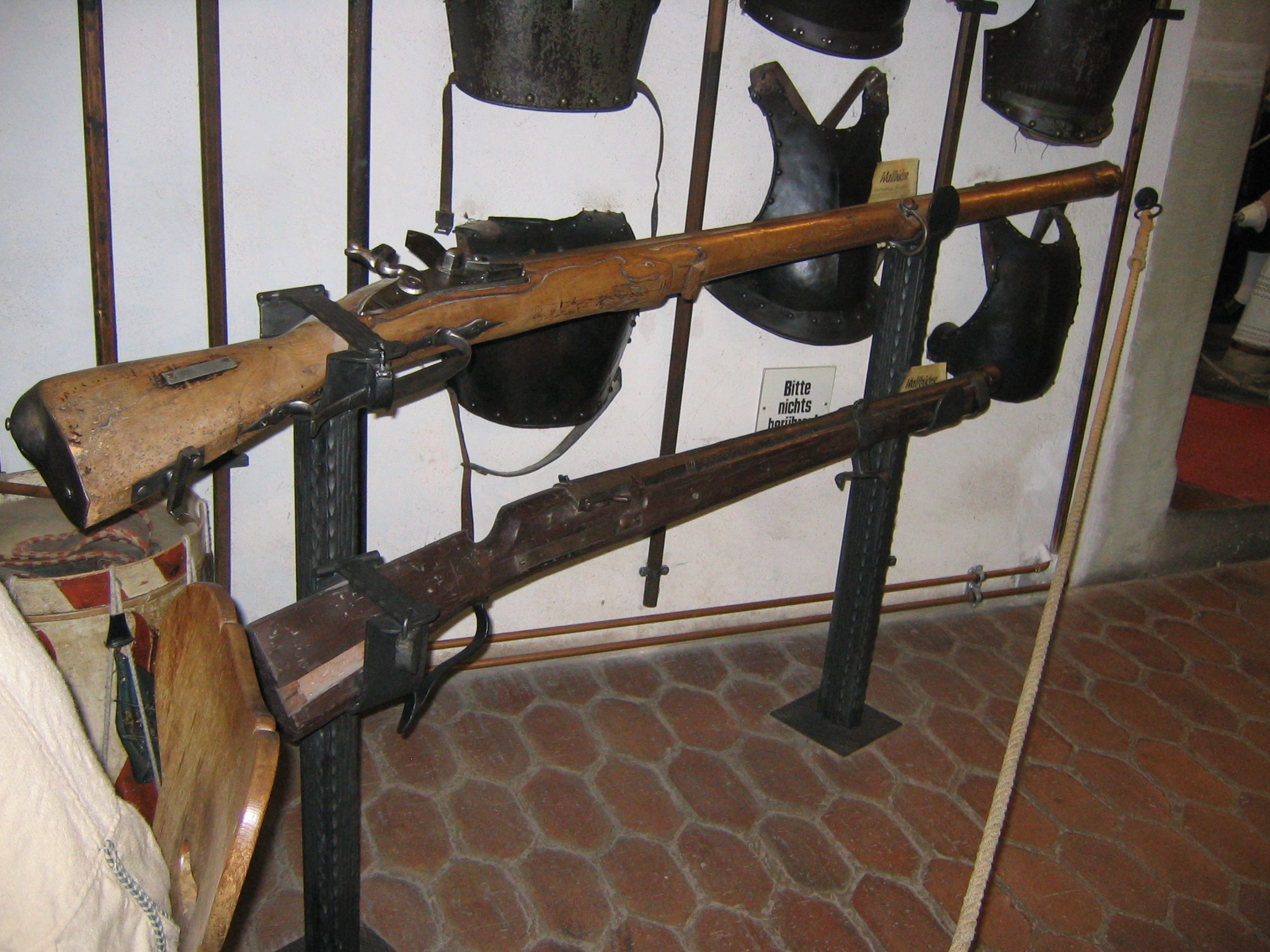
Wallbüchsen im Historiengewölbe in Rothenburg ob der Tauber

Eine Wallbüchse ist eine historische Handfeuerwaffe, die meist als Vorderlader gebaut wurde. Sie wurde im Festungskrieg verwendet und hatte ein großes Kaliber mit entsprechender Durchschlagskraft.
Die Geschosse dieser „Defensionsgewehre“ sollten nicht nur eine hohe Trefferfähigkeit auf weiteste Entfernungen auch gegen kleinere Ziele, sondern auch eine ausreichende Durchschlagsleistung besitzen, so dass auch leichtere gegnerische Deckungen bekämpft werden konnten. Dazu gab es in der Vorderladerzeit anfangs nur eine Möglichkeit: die Verwendung schwerer, großkalibriger Rundkugeln mit einer starken Pulverladung in Verbindung mit einem gezogenen Lauf. Der heftige Rückstoß verlangte, das Gewicht einer solchen Waffe so schwer zu wählen, dass derartige Büchsen nur noch aufgelegt auf eine Brustwehr oder einen Bock gelegt geschossen werden konnten. In der ersten Hälfte des 19. Jahrhunderts wurden entsprechende Kompressions- oder Expansionsgeschosse entwickelt. Das Ende der Entwicklung stellte z. B. in Preußen die Dreyse Zündnadel-Wallbüchse M65 mit einem Kaliber 23,5 mm dar. Wallbüchsen wurden vom 15. bis Ende des 19. Jahrhunderts benutzt. 1909 werden Wallbüchsen bereits als „alte Handfeuerwaffe für den Festungskrieg“ bezeichnet.